# کوکو (گوریل)
کوکو (Koko) (زاده ۴ ژوئیه ۱۹۷۱–۱۹ ژوئن ۲۰۱۸) گوریل ماده‌ای بود که به گفته مربی‌اش، فرانسین پترسون، بیش از ۱۰۰۰ علامت از زبان ایما و اشاره آمریکایی، و ۲۰۰۰ کلمه انگلیسی محاوره‌ای را می‌فهمید.
کوکو در ۴ ژوئیه ۱۹۷۱ در باغ وحش سان فرانسیسکو زاده شد و بیشتر عمر خود را در وودساید، کالیفرنیا گذرانده بود. کوکو کوتاه‌شده نام هانابی-کو (به ژاپنی: 花火子 به معنی کودک آتش‌بازی) است که به خاطر روز تولدش یعنی چهارم ژوئیه بر او نهاده شده است.
کوکو در فیلم‌های مستند بسیاری از جمله مستند محصول بی‌پی‌اس در سال ۲۰۱۵ و دو مستند نشنال جئوگرافیک ظاهر شد.
کوکو روز سه‌شنبه ۱۹ ژوئن ۲۰۱۸ در سن ۴۶ سالگی در پارک وحش حفاظت شده این مؤسسه واقع در کوهستان سانتا کروز در کالیفرنیا درگذشت.